# Brodiaea santarosae
Brodiaea santarosae là một loài thực vật có hoa trong họ Măng tây. Loài này được T.J.Chester, W.P.Armstr. & Madore mô tả khoa học đầu tiên năm 2007.